# ایراکلی تسیرکیدزه
ایراکلی تسیرکیدزه (گرجی: ირაკლი ცირეკიძე؛ زادهٔ ۳ مه ۱۹۸۲) جودوکار اهل گرجستان است.
وی در مسابقات کشوری و بین‌المللی در مجموع برندهٔ ۵ مدال طلا، ۱ مدال نقره، ۳ مدال برنز شده‌است.